# Franz Lehár
Franz Lehár (n. 30 aprilie 1870, Komárom, Komárom-Esztergom, Ungaria – d. 24 octombrie 1948, Bad Ischl, Zonele aliate de ocupație din Austria) a fost un compozitor austriac de origine maghiară.

## Date biografice
Franz Lehár s-a născut în orășelul Komárno, aflat pe atunci în Austro-Ungaria. Prima sa compoziție a făcut-o la vârsta de 11 ani. A urmat studiile muzicale la Conservatorul din Praga, sub îndrumarea lui Antonin Dvorak.
În anul 1902 a devenit dirijorul teatrului de operetă din Viena și și-a început activitatea de creație. În căutarea unui drum propriu, Lehár a compus vestitul vals "Aur și argint" care i-a adus primul succes.
În anul 1902 a intrat în posesia primului său libret de operetă "Fetițele vieneze" scris de Emil Norini. Tot atunci a făcut cunoștință cu celebrul regizor și libretist Victor Léon colaborând cu el la realizarea și montarea mai multor operete.
Prima operetă de mare succes a fost "Văduva veselă" compusă în anul 1905, urmată de peste 30 de operete dintre care amintim: "Bărbatul cu trei neveste" (1908), "Contele de Luxemburg" (1909), "Dragoste de țigan" (1910), "Eva"(1911), "În sfârșit singuri" (1914), "Mazurca albastră" (1920), "Fraschita" (1922), "Primăvară" (1922), "Clo-Clo" (1923), "Paganini" (1925), "Țareviciul" (1927), "Frederica" (1928), Țara surâsului (1929) etc.
Reformator al operetei, Lehár devine întemeietorul noului curent, înviorând acest gen care decăzuse la finele secolului al XIX-lea.
A supraviețuit celui de al Doilea Război Mondial, murind în landul Austria de Sus, de sub ocupație aliată americană.

## Galerie de imagini

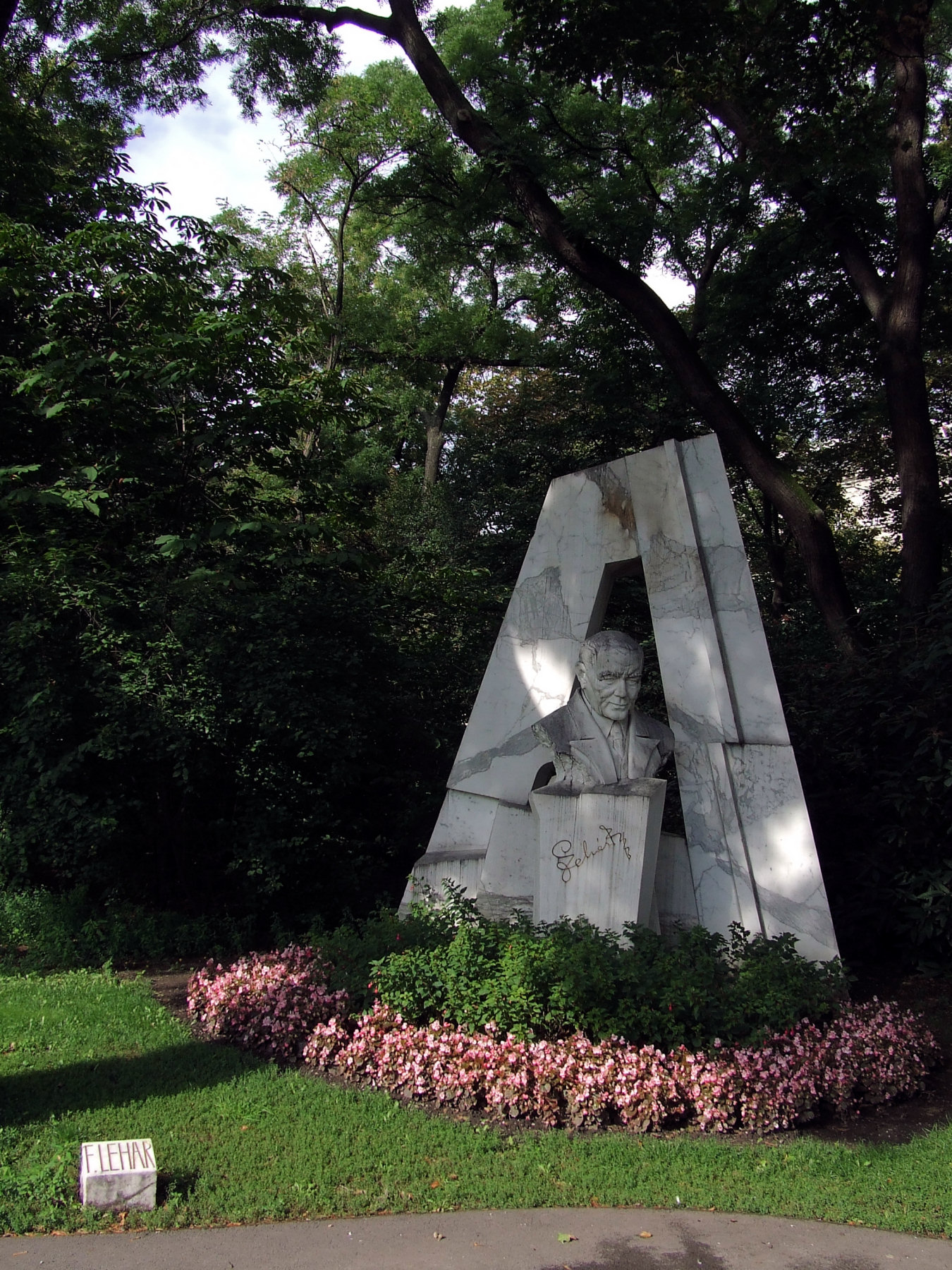
Monument dedicat lui Franz Lehár în Parcul „Stadtpark” din Viena
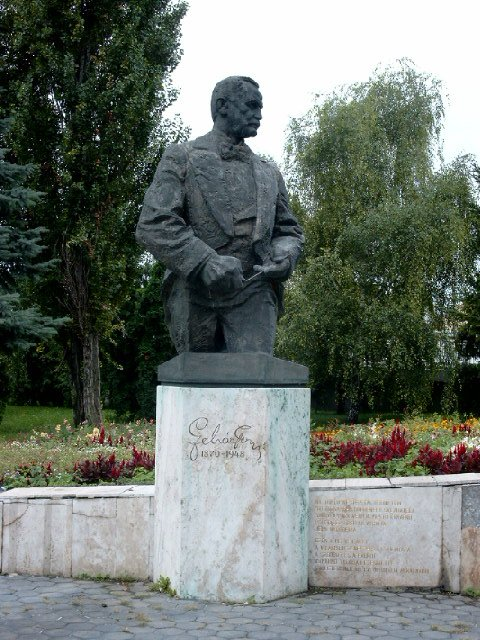
Monument dedicat lui Franz Lehár în oraşul natal Komárom (Ungaria)